# Virginia Slims of Akron 1973
Virginia Slims of Akron 1973, також відомий під назвою Akron Tennis Open,  — жіночий тенісний турнір, що проходив на закритих кортах з килимовим покриттям University of Akron Memorial Hall в Акроні (США). Належав до турнірів класу B в рамках Women's Grand Prix Circuit 1973. Турнір відбувся вперше і тривав з 19 березня до 25 березня 1973 року. Кріс Еверт здобула титул в одиночному розряді й отримала 6 тис. доларів.

## Початок суперництва Еверт — Навратілова
У першому колі Кріс Еверт перемогла Мартіну Навратілову з рахунком 7–6(5–1), 6–3, коли Навратілова не змогла виграти перший сет, ведучи в рахунку на своїй подачі 6–5 і 30–0. Це була їхня перша зустріч у професійному турі і початок їхнього суперництва, яке складатиметься з 80 матчів і триватиме до 1988 року.

## Фінальна частина

### Одиночний розряд
Кріс Еверт —  Ольга Морозова 6–3, 6–4

### Парний розряд
Патті Гоган /  Шерон Волш —  Тріш Бостром /  Мішель Гердал 7–5, 6–4